# Bleilaus

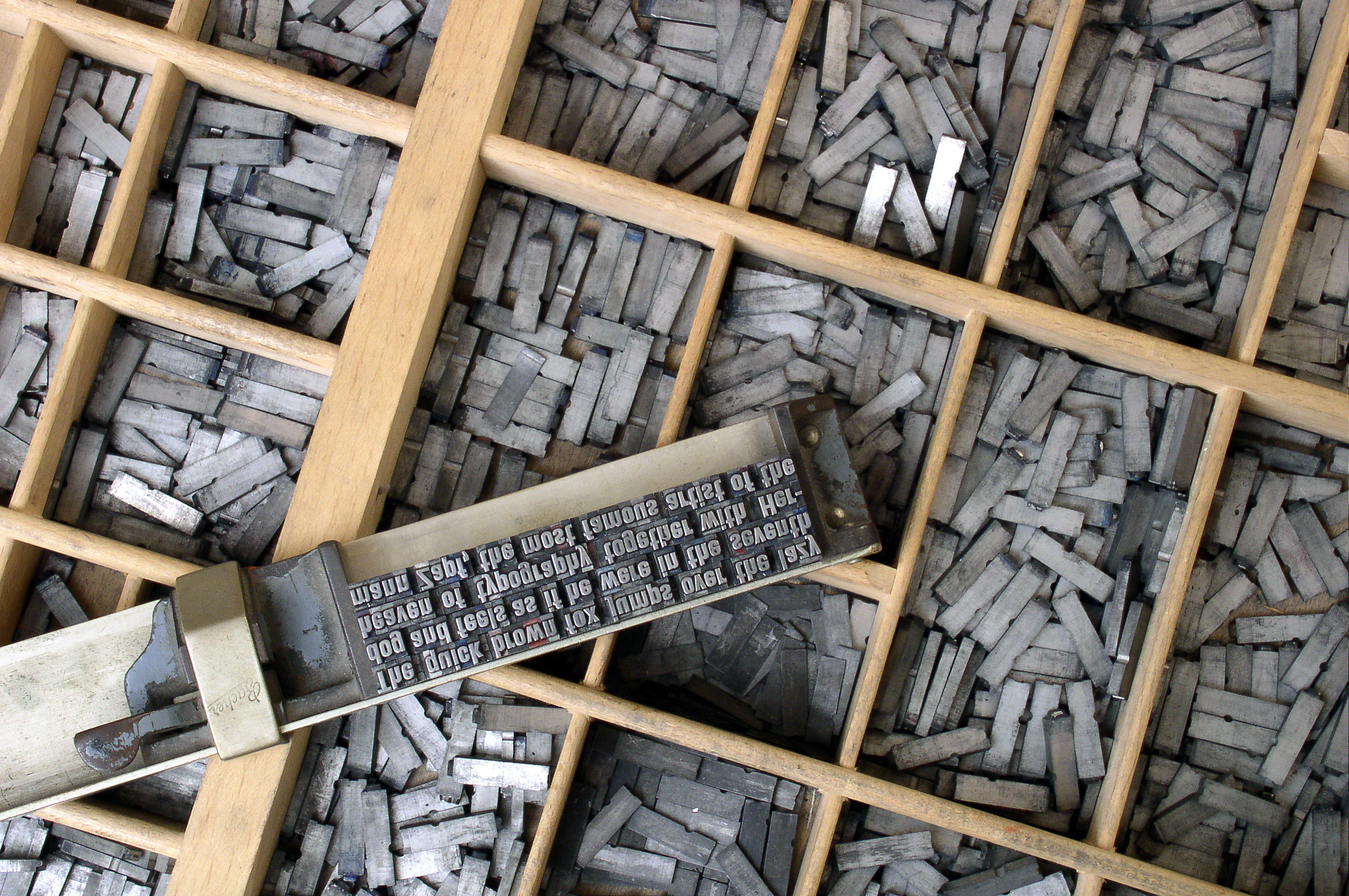
Setzkasten mit Bleilettern und Winkelhaken

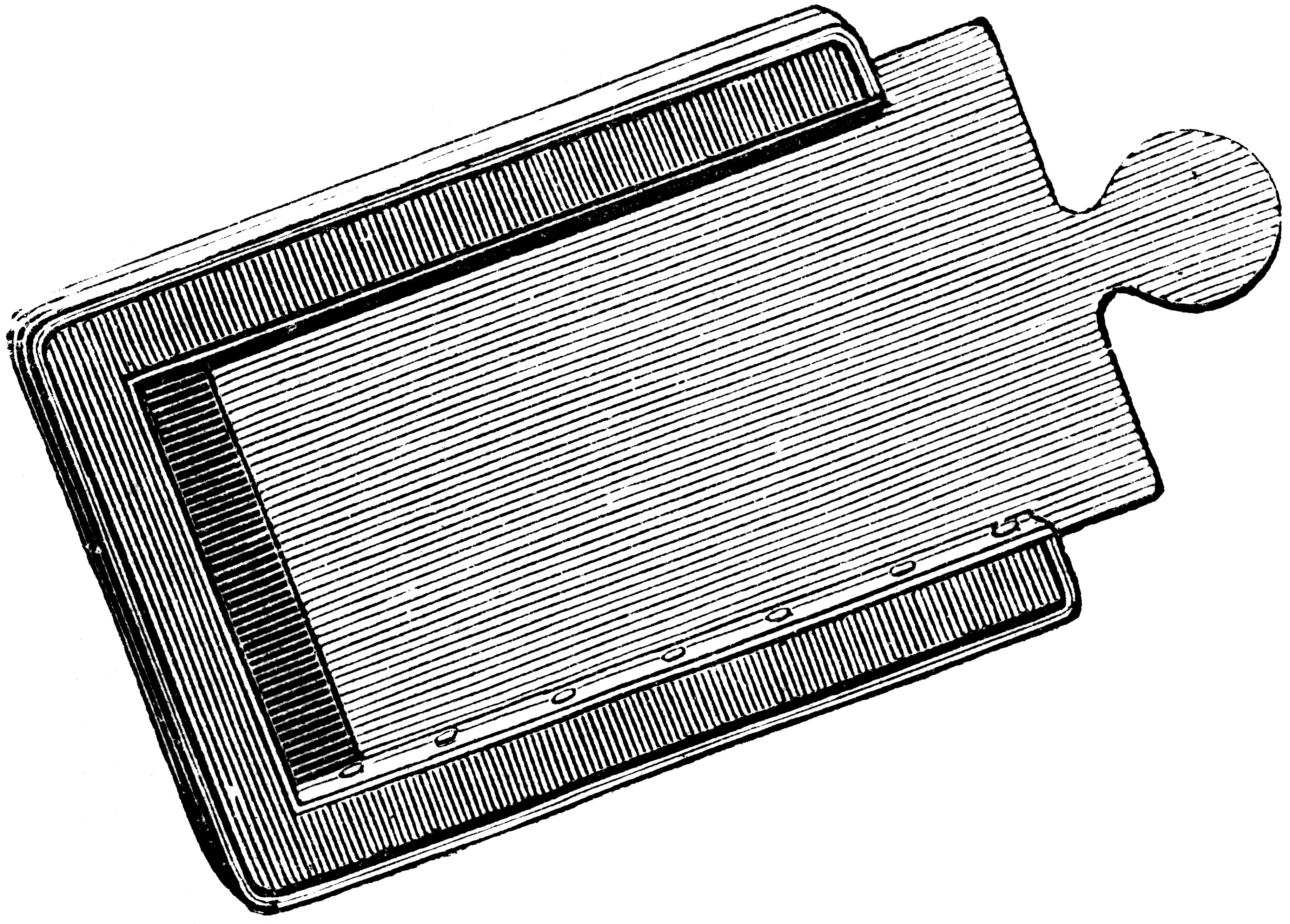
Setzschiff, Beispiel aus der zweiten Hälfte des 19. Jahrhunderts

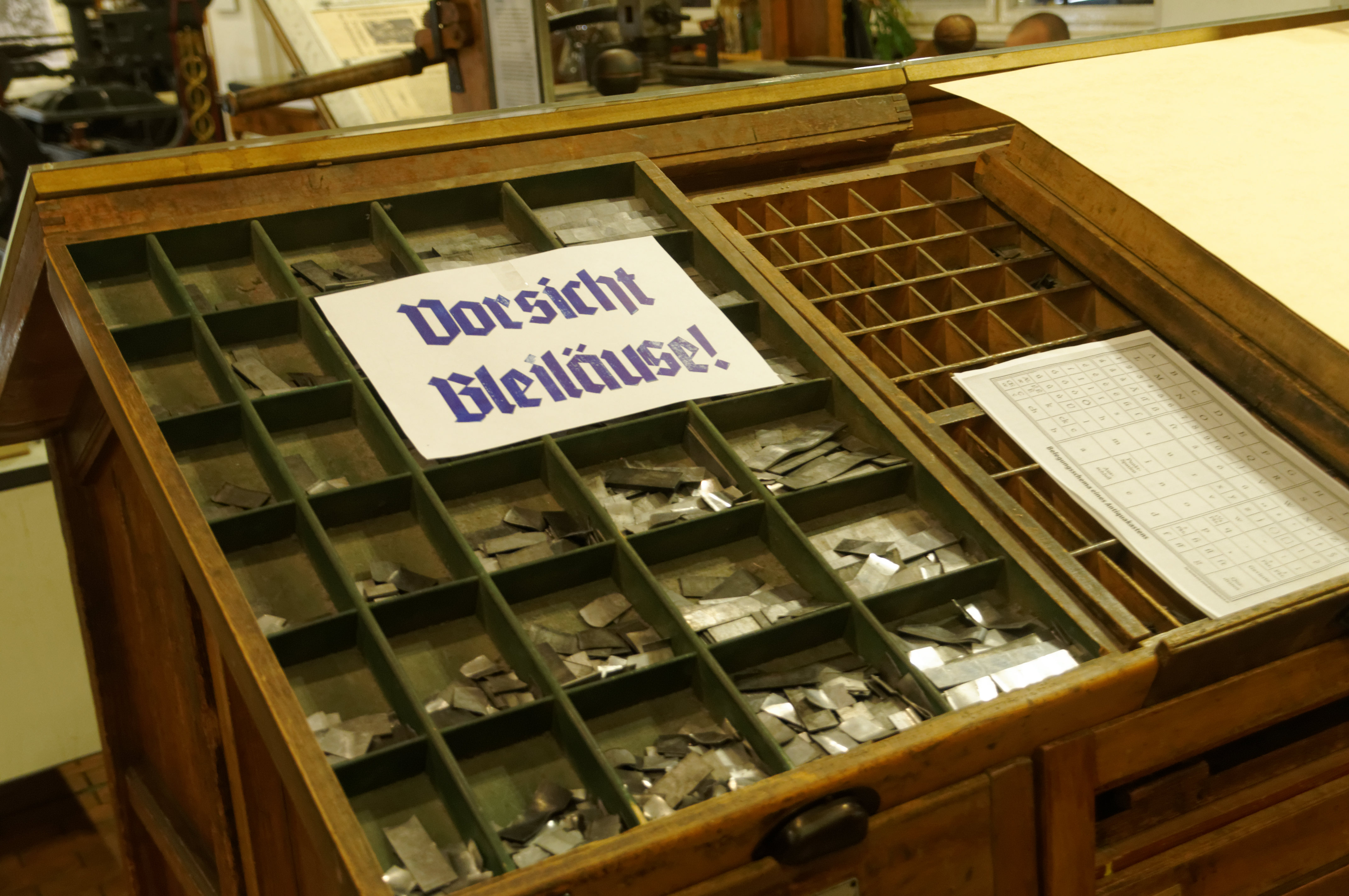
Bleiläuse im Museum

Die Bleilaus (Plural Bleiläuse) ist ein Berufsscherz über ein nicht existierendes Lebewesen, der im Brauchtum des Druckwesens vorkam.  Als Bleiläuse bezeichneten sich außerdem scherzhaft Fachkräfte der Druckindustrie, die den Beruf des Schriftsetzers gelernt hatten.
Der Brauch wurde in Setzereien ausgeübt, in denen mit Bleisatz gearbeitet wurde. Nachdem der Beruf des Mediengestalters die Ausbildung zum Schriftsetzer ablöste, starb der Brauch aus.
Er diente dazu, Neulingen und Auszubildenden einen Streich zu spielen, wie dies auch in anderen Handwerksberufen geschieht. Angehende Schriftsetzer und Auszubildende verwandter Berufe wie Drucker wurden Opfer des Schabernacks von älteren Kollegen mit Berufserfahrung. Er fand meist in der Mettage statt.
Dazu wurde auf einem Setzschiff, auf dem der Setzer üblicherweise entweder den Satz aus dem Winkelhaken oder gegossene Zeilen aus einer Setzmaschine ablegte, Wasser ausgegossen. Ältere und jüngere Kollegen warteten dann gemeinsam darauf, dass dort Bleiläuse erschienen. Nach wenigen Augenblicken waren sie angeblich für alle sichtbar, nur nicht für den Neuling. Er wurde dazu angehalten, ganz genau hinzusehen und näherte sich mit dem Gesicht immer mehr dem Schiff oder dem Winkelhaken. Das nutzte ein älterer Kollege, um die Stege auf dem Setzschiff oder den Winkelhaken zusammenzuschieben, worauf das Wasser dem Opfer des Streichs ins Gesicht spritzte.
Vereinzelt führten Schriftsetzer Bleiläuse als Sympathiebeweis auch Berufsfremden vor, wie zum Beispiel Redaktionsvolontären in Zeitungsverlagen, um den Sinn für Humor der angehenden Journalisten auf die Probe zu stellen.
Als fingierter Lexikonartikel erscheint die Bleilaus auch in Zusammenstellungen von Fachwörtern des Druckwesens, so als Bestand „praktisch jeder Setzerei, die noch Bleisatz besitzt“.

## Taxon Läuse
Eine weitere Art aus dem Taxon fiktiver Läuse ist die Steinlaus.